# Norwegian International 2005
Die Norwegian International 2005 im Badminton fanden vom 3. bis zum 6. November 2005 in Oslo statt.

## Sieger und Platzierte
| Disziplin    | Gold                          | Silber                        | Bronze                              |
| ------------ | ----------------------------- | ----------------------------- | ----------------------------------- |
| Herreneinzel | Eric Pang                     | Kasper Ødum                   | Vidre Wibowo                        |
| Herreneinzel | Eric Pang                     | Kasper Ødum                   | Ville Lång                          |
| Dameneinzel  | Juliane Schenk                | Petra Overzier                | Anne Marie Pedersen                 |
| Dameneinzel  | Juliane Schenk                | Petra Overzier                | Judith Meulendijks                  |
| Herrendoppel | Vidre Wibowo Imam Sodikin     | Kristof Hopp Ingo Kindervater | George Rimarcdi Imanuel Hirschfeld  |
| Herrendoppel | Vidre Wibowo Imam Sodikin     | Kristof Hopp Ingo Kindervater | Simon Mollyhus Anders Kristiansen   |
| Damendoppel  | Nicole Grether Juliane Schenk | Lim Pek Siah Ang Li Peng      | Caren Hückstädt Carina Mette        |
| Damendoppel  | Nicole Grether Juliane Schenk | Lim Pek Siah Ang Li Peng      | Sandra Marinello Kathrin Piotrowski |
| Mixed        | Kristof Hopp Birgit Overzier  | Line Reimers Søren Frandsen   | Ingo Kindervater Kathrin Piotrowski |
| Mixed        | Kristof Hopp Birgit Overzier  | Line Reimers Søren Frandsen   | Tim Dettmann Caren Hückstädt        |